# Žalm 88
Žalm 88 („Hospodine, Bože, má spáso“) je biblický žalm. V překladech, které číslují podle Septuaginty, se jedná o 87. žalm. Žalm je nadepsán těmito slovy: „Žalmová píseň, pro Kórachovce. Pro předního zpěváka, pro zpěv při tanečním reji. Poučující, pro Hémana Ezrachejského.“ Podle některých vykladačů toto nadepsání znamená, že žalm byl určen pro to, aby jej za hudebního doprovodu zpíval Héman Ezrachejský, jenž byl jedním z chrámových zpěváků, a to k poučení těch, kteří se účastní tanečního reje. V Talmudu je však uvedeno, že každý žalm, ve kterém je v nadepsání uveden hebrejský výraz maskil (מַשְׂכִּיל, „poučující“), byl přednášen prostřednictvím meturgemana (tlumočníka). Raši dále doplňuje, že žalmy s označením „pro Kórachovce“ složili synové Levity Kóracha, kteří se při sporu s Mojžíšem od svého otce oddělili a zachránili si tím nejen život, ale byli odměněni tím, že na nich spočinul Svatý duch a prorokovali.